# Tommaso Sardi
Tommaso Sardi (Firenze, 25 luglio 1458 – Firenze, 27 ottobre 1517) è stato un religioso italiano.
Domenicano e docente di teologia, fu autore del poema allegorico di ispirazione dantesca Anima Peregrina, composto tra il 1494 e il 1515.

## Biografia
I dati biografici su Tommaso Sardi sono ricavabili principalmente dall’autocommento all'Anima Peregrina (Firenze, Archivio Domenicano di Santa Maria Novella, ms. I B 59, cc. 13r-192r) e dalle cronache conventuali di Santa Maria Novella.
Nacque a Firenze il 25 luglio 1458 da Matteo Sardi e da una figlia di Matteo Pandolfini. Fu battezzato con il nome di Tommaso e fu votato a entrare nell’Ordine domenicano già prima della sua nascita. Una volta entrato nel convento di Santa Maria Novella, fu forse allievo del poeta Domenico da Corella, incaricato del commento pubblico della Commedia nel 1469-1470. Durante la quaresima del 1485, fu incaricato di predicare a Prato. Ottenne il baccellierato nel 1486 e il decanato verso la fine del 1486 o l’inizio del 1487.
Il 5 novembre 1489 iniziò a compilare l’inventario della biblioteca del Convento di Santa Maria Novella, in seguito alla visita del maestro dell'Ordine Gioacchino Torriani (settembre-ottobre 1489).
Il 9 marzo 1494 iniziò la composizione dell'Anima Peregrina, che lo impegnò fino all’ottobre 1515. Nonostante la cacciata di Piero il Fatuo il 9 novembre 1494, Sardi rimase fedele ai Medici, anche se interruppe temporaneamente la stesura dell’opera. Il 23 maggio 1498 fu tra i frati incaricati di spogliare Girolamo Savonarola dell’abito domenicano al momento della sua condanna a morte.
Nel 1500 e nel dicembre 1506, Sardi fu eletto priore del Convento di Santa Maria Novella. Nel settembre 1507 fu eletto «camarario et sindacho» del monastero.
Il 25 marzo 1511, Sardi consegnò ufficialmente una copia del poema – l’attuale Banco Rari 17 della Biblioteca Nazionale Centrale di Firenze – alle autorità politiche fiorentine e a Pier Soderini, gonfaloniere a vita. Nell’autocommento, Sardi dichiara di aver portato un’altra copia dell’opera contenente il «saggio del comento» – l’attuale cod. Corsiniano 612 – al già eletto papa Leone X, in presenza dei cardinali Lorenzo Pucci e Francesco Minerbetti. L’incontro dovrebbe essere avvenuto tra il settembre 1513 e l’ottobre 1515.
Nell’ottobre 1515, fu eletto priore del Convento per la terza volta. Morì, mentre era ancora in carica, al ritorno da un viaggio a Roma, il 27 ottobre 1517.
Nonostante alcune menzioni nei paratesti dell'Anima Peregrina, non sono sopravvissute altre sue opere oltre all’Inventario e al poema.

## L'Anima Peregrina
L'Anima Peregrina è un poema allegorico-didattico in terza rima, diviso in tre libri e costituito da 100 capitoli. Il primo e il terzo libro sono composti da 35 capitoli ciascuno, mentre il secondo libro è composto da 30 capitoli. Il numero delle terzine è fisso per ciascun capitolo: 33 terzine per i capitoli del primo e terzo libro (tranne i capitoli I 17 e I 23, che hanno rispettivamente 34 e 32 terzine); 50 per quelli del secondo libro (eccetto i capitoli II 1 e II 4 che hanno 48 terzine). Il poema contiene un totale di 11.528 endecasillabi.

### Sinossi

#### Libro I
L'Anima Peregrina si apre con il poeta che, in un momento di dormiveglia, si appresta a scalare il monte della teologia. È accompagnato da Mosè, figura che inizialmente confonde a causa del suo aspetto particolare (seduto sulle tavole della Legge e con il volto incorniciato da saette). Mosè consegna a Sardi una profezia oscura, un bastone appuntito e un vaso di vetro, strumenti che si riveleranno cruciali.
I capitoli iniziali (1-14) narrano l'attraversamento dei quattro elementi, ognuno personificazione di un vizio capitale. La terra è associata alla superbia, simboleggiata da un gigante sconfitto prima con il bastone e poi con il vaso di vetro, usato come specchio per la contrizione e poi come specchio ustorio, simboleggiando l'apertura alla grazia divina. L'acqua rappresenta la lussuria, raffigurata come una donna bellissima e una tempesta, vinta grazie a una gemma istoriata con scene della vita di Cristo. L'aria è il regno dell'invidia e dell'ira, un luogo offuscato da fumo denso dove si celano angeli ribelli e due demoni che rivelano a Sardi di aver tentato due fiorentini. Infine, il fuoco simboleggia l'avarizia; qui Sardi, grazie a un anello donatogli dai demoni, incontra Simonetta Vespucci, personificazione della simonia, e si lancia in invettive contro l'avarizia fiorentina.
Successivamente (capitoli 15-18), Sardi e Mosè dialogano con la Morte, un cavaliere incoronato e armato, discutendo della sua natura e della brevità della vita umana, contrapposta alla longevità dei patriarchi. Durante il viaggio verso il cielo della Luna, osservano gli scheletri che accompagnano la Morte, tra cui le sorelle Dianora e Lucrezia Tornabuoni, rispettivamente madri di Pier Soderini e Lorenzo il Magnifico, con accenni al futuro glorioso dei loro discendenti cardinali.
La parte finale del libro (capitoli 20-35) descrive l'ascesa attraverso i nove cieli: Luna (instabilità), Mercurio (scienze e arti, con incontro di teologi come Tommaso d'Aquino e poeti come Dante e Petrarca), Venere (amore, con Pico della Mirandola e Carlo VIII), Sole (fortuna umana, allegoria della Natura), Marte (gloria militare, con condottieri contemporanei), Giove (influssi positivi, con Giuliano della Rovere futuro papa), Saturno (influssi funesti, con Lamberto dell'Antella e Piero de' Medici), il Firmamento (stelle e costellazioni, con Lorenzo della Volpaia) e il Primo Mobile. In quest'ultimo cielo, il dialogo con Mosè verte sul libero arbitrio e la natura dell'anima, e Sardi assiste all'ascesa delle anime dei caduti nella battaglia di Fornovo. Il libro si conclude con la scomparsa di Mosè dietro una cortina di fumo, lasciando Sardi in lacrime alle soglie dell'Empireo.

#### Libro II
Questa sezione dell'opera vede Sardi intraprendere un viaggio, in forma di visione onirica, attraverso i regni ultraterreni: il Limbo dei Padri, il Limbo dei fanciulli, il Purgatorio, l'Inferno e il Paradiso. La sua nuova guida è San Paolo, armato, che lo aiuta ad accedere all'Empireo e gli fornisce un borsello con oggetti allegorici: occhiali (la teologia), un pentacolo (contro i demoni), l'anello della castità e un guanto di diamanti (la fede).
La porta del Paradiso è in cima a una scala di trentatré gradini, simboleggianti i pilastri della fede, con l'acronimo PVLSA ("bussa"). Sardi immagina il Limbo dei Padri sopra il Purgatorio, a sua volta sovrastante il Limbo dei fanciulli e l'Inferno.
Nel Limbo dei Padri, svuotato da Cristo e ora abitato da demoni, incontra Montebello, interroga Salomone (ancora lì presente) e vede Origene pentirsi.
Il Limbo dei fanciulli è un prato fiorito per i non battezzati, dove si discute dell'infanticidio e si incontrano Innocenzo III e Sisto IV, legati all'Arcispedale di Santo Spirito.
Il Purgatorio è un luogo di rumore e fuoco. Sardi dialoga con la donna amata in gioventù e osserva l'allegoria della Penitenza. Le anime scontano pene specifiche per i loro peccati (superbi, avari, lussuriosi, iracondi, golosi, invidiosi, accidiosi). Tra questi ultimi, Sardi incontra e ha un serrato dialogo con Girolamo Savonarola. Si assiste poi all'uscita delle anime purgate, che attraverso tre antiporti raggiungono il Paradiso, dove si incontra nuovamente Piero il Fatuo.
La seconda metà del libro alterna visioni del Paradiso e dell'Inferno. La porta del Paradiso reca l'iscrizione "Città di Dio", mentre quella dell'Inferno riprende i versi danteschi. Nell'antiporto infernale, ogni gruppo di dannati segue una bandiera diversa: gialla con scorpioni (accidiosi), celeste con vespe (golosi), nera con carboni ardenti (lussuriosi), multicolore increspata (invidiosi), rossa con un drago (superbi), con Simon Mago (avari) e con dei sassi (iracondi). A ogni bandiera è assrgnato un demone dal nome parlante, sull'esempio dei malebranche danteschi: Pugnincoda (accidia), Vespaguzza (gola), Nodostringi (lussuria), Crespantozzo (invidia), Nespolone (superbia), Bragalasso (avarizia), Sassolaccio (ira). Sardi si difende dai loro attacchi per mezzo del pentacolo di Salomone, che gli era stato dato da Paolo. Poco oltre, incontra Ferdinando I d'Aragona. Il viaggio prosegue costeggiando le mura dell'Empireo, una scala a chiocciola con finestre che si aprono sui due regni. Un capitolo è dedicato alle gerarchie angeliche. In un intermezzo, Sardi è bloccato da anime guidate da filosofi antichi che scendono all'Inferno per le loro erronee concezioni dell'anima; tra loro, un contrito Luigi Pulci . Segue un incontro con i tre arcangeli e una discussione con Raffaele su incubi e succubi. Vengono poi descritti i cerchi infernali: i golosi (chi ha ecceduto nel bere è arso, chi nel mangiare è smagrito davanti a tavole imbandite); i lussuriosi (schiacciati, tra cui l'angelo custode di un parente di Sardi, Carlo Pandolfini); gli accidiosi (in un lago di pece, costretti a vogare da demoni); gli iracondi (trascinati da un fiume in piena e colpiti da ghiaccio); gli invidiosi (tormentati dall'allegoria dell'Invidia e da un drago). Tra una visione infernale e l'altra, Sardi osserva il giardino della Giustizia in Paradiso, incontra di nuovo la sua amata (protetto dall'anello della castità) e ammira la gloria dei santi nell'Empireo, dove si festeggia la futura elezione papale di Giovanni de' Medici. Infine, Sardi affronta gli ultimi cerchi: gli avari (busti conficcati in roccia bollente), dove incontra l'eretico Giovanni de' Cani; e i superbi, culminanti nell'incontro con Lucifero. Armato di speranza (ramo fiorito) e fede (guanto di diamanti), Sardi discute con Lucifero della sua caduta e resiste a una tentazione. Il libro si conclude con una riflessione sui sacramenti, una lauda a Maria in cui si invoca la benedizione di Firenze, la scomparsa di San Paolo e il risveglio di Sardi.

#### Libro III
La sezione finale del poema è dedicata ai sette sacramenti e si svolge in una dimensione terrena, con Sardi che incontra personaggi contemporanei viventi. Lo accompagnano un cane, che si rivelerà essere contemporaneamente la Teologia e Beatrice, e un ebreo di nome Isacco, che si convertirà prendendo il nome di Abramo.
I primi capitoli (1-6) contengono riflessioni generali sui sacramenti e sulle differenze tra ebraismo e cristianesimo. La trattazione del Battesimo (capitoli 7-12) avviene presso un fiume allegorico (la corrente del peccato) attraversabile per mezzo di un ponte (la salvezza). Il ponte ha tre archi per dannati, penitenti e non battezzati. Ismaele, conoscente dell'ebreo, loda il Corano per aver proclamato la verginità di Maria prima di essere divorato da serpenti. Dopo discussioni teologiche, Isacco viene battezzato come Abramo e riceve la Cresima. Il sito della Penitenza (capitoli 13-19) non viene descritto. Qui, in un luogo oscuro, Sardi, il cane e Abramo incontrano Ludovico il Moro, prigioniero in Francia. Successivamente dialogano con Pier Soderini, gonfaloniere di Firenze, discutendo della guerra con Pisa. Prima di accedere al sito della Comunione, Sardi conversa a lungo con l'allegoria di Venezia. All'ingresso del sito dell'Eucaristia (capitoli 20-26), il cane sbrana coloro che non sono degni di riceverla, i quali appaiono in forme mostruose: forse Alfonso d'Este (con cui si discute di scomunica), Massimiliano d'Asburgo (aquila cornuta) e una figura papale (tre teste di serpente). Questi riprendono poi aspetto normale; l'imperatore confessa sentimenti incestuosi per la figlia Margherita, con cui Sardi parla. Appaiono anche Luigi XII e Ferdinando II d'Aragona che fanno pace, e le allegorie di città italiane. Seguono discussioni teologiche sulla Comunione. Sardi, essendo frate, non può accedere al sito del Matrimonio (capitoli 27-30), il che lo spinge a riflettere sul celibato ecclesiastico. Si presenta Cesare Borgia, che lo introduce nel sito (un vasto ambiente naturale pieno di tentazioni) durante la Quaresima. Qui incontrano Filippo Strozzi il giovane, che descrive il suo amore per la promessa sposa Clarice de' Medici. Si passa poi al sito dell'Estrema Unzione (capitolo 31), caratterizzato da un'atmosfera cupa. Gli Ordini Sacri sono descritti nel capitolo 32. Nel capitolo 33, si annuncia la scomparsa di Abramo (rimasto nel sito del matrimonio) e si definisce il potere del pontefice. Segue un dialogo sul sacerdozio femminile con lo spirito di una donna virtuosa. Il libro si conclude (capitolo 35) con l'incontro di Sardi con la corte di Papa Giulio II. Appare Giovanni de' Medici, futuro papa. Sardi ha un mancamento e il cane si trasforma in Beatrice, che lo affida a un cardinale (presumibilmente Medici). Accompagnato da quest'ultimo, Sardi presenta l'opera al Papa, riceve la benedizione e conclude con lodi allo Spirito Santo, a Dio, a Maria Vergine e ai suoi accompagnatori.

### Personaggi storici inclusi nell'opera[8]
Sono stati esclusi dall'elenco i personaggi biblici, mitologici o senza ruolo narrativo.
- Alighieri, Dante I 22 88-100
- Aragona, Beatrice d’ I 23 82-90
- Aragona, Ferdinando II d'III 22 11-24
- Archimede I 10 23
- Aristotele II 18 4 ss.
- Asburgo, Margherita d'III 21 54 ss.
- Asburgo, Massimiliano d'III 21 13-53
- Borgia, Cesare III 27 70 ss.
- Cani, Giovanni de’ II 27 24-39 e 88-151
- Carlo VIII I 23 67-81
- Colleoni, Bartolomeo I 26 70-72
- Dell’Antella, Lamberto I 30 64-87
- Democrito II 18 4 ss.
- Diogene II 18 4 ss.
- Duns Scoto I 21 67-69; II 15 73-75
- Egidio Romano I 21 70-72; II 15 73-75
- Empedocle II 18 4 ss.
- Eraclito II 18 4 ss.
- Este, Alfonso III 20 22 ss.*
- Federico da Montefeltro I 26 64-66
- Ferdinando I d’Aragona II 16 85-109
- Giulio II I 29 28 ss.; III 35 45 ss.
- Innocenzo III II 8 67-123
- Ippaso di Metaponto II 18 4 ss.
- Ippocrate II 18 4 ss.
- Luigi XII III 22 11-24
- Malatesta, Roberto I 26 70-72
- Medici, Giovanni de’ III 35 34-39
- Medici, Piero de’ I 30 88-90; II 14 76-144
- Minerbetti, Francesco vedi commento a III 35 72
- Origene II 6 40 ss.
- Palmieri, Matteo I 22 69-81
- Pandolfini, Carlo II 22 58-129
- Petrarca, Francesco I 22 64-68
- Piccinino, Niccolò I 26 64-66
- Pico della Mirandola, Giovanni I 23 55-63
- Pitagora II 18 4 ss.
- Pizzica (criminale) II 27 40-87
- Platone II 18 4 ss.
- Pucci, Lorenzo vedi commento a III 35 72
- Pulci, Luigi II 18 109-123 e 146-151
- Sanseverino d’Aragona, Roberto I 26 70-72
- Savonarola, Girolamo II 8 75 ss.
- Seneca II 18 4 ss.
- Sforza, Caterina I 26 70-72
- Sforza, Francesco I 26 64-66
- Sforza, Ludovico III 14 10 ss.
- Sisto IV II 8 124-147
- Soderini, Pier III 16 5 ss.
- Strozzi, Filippo il giovane III 29 22 ss.
- Tommaso d’Aquino I 21 58-66; II 15 73-75
- Tornabuoni, Dianora I 19 40-42
- Tornabuoni, Lorenzo I 30 91-97
- Tornabuoni, Lucrezia I 19 40-42
- Vespucci, Simonetta I 13 37 ss.
- Vitelli, Paolo I 26 72-75
- Volpaia, Lorenzo della I 32 49-60

* L’identificazione non è sicura.

### Tradizione
L'opera è tramandata da 5 testimoni:
- SMN (Firenze, Archivio Domenicano di Santa Maria Novella, ms. I B 59), il codice autografo di Sardi, contenente un commento d'autore dal capitolo terzo del libro I fino al capitolo trentacinquesimo del libro III (cc. 13r-192r);
- M (Firenze, Biblioteca Nazionale Centrale, ms. Banco Rari 17);
- S (Firenze, Biblioteca Nazionale Centrale, ms. Banco Rari 46);
- L (Firenze, Biblioteca Medicea Laurenziana, ms. Pluteo 41 24);
- C (Roma, Biblioteca Corsiniana e dei Lincei, ms. Corsiniano 612 / 55 K 1), codice contenente un ampio commento del solo primo capitolo del libro I (cc. 15r-51v).

Il primo a pubblicarne degli estratti fu Vincenzio Fineschi, che nel Saggio di un poema inedito intitolato 'Anima Peregrina', estratto da un codice della Libreria del Convento di Santa Maria Novella (1782), mise a stampa le rubriche, svariati brani (dai capp. 1, 17, 21, 22 e 23 del I libro; dai capp. 10, 11, 13, 26 e 30 del II libro; dai capp. 1, 6, 10, 15, 16, 17, 19, 23, 26, 34 e 35 del III libro) e ampi stralci dei testi introduttivi dal codice SMN. Nel 1910 Alfredo Bianconi inserì nel suo Girolamo Savonarola giudicato da un suo contemporaneo i capp. 10-13 del II libro e il relativo autocommento, nuovamente dal codice SMN. Nel 1929 Margaret Rooke pubblicò la trascrizione semidiplomatica dei primi 23 capitoli del I libro dal codice M. Nel 2002 apparve sulla Miscellanea Marciana l’estratto della tesi di laurea di Chiara Nardello, con una ricca appendice contenente la trascrizione di parte dei capp. 21 e 22 del I libro dal codice SMN e il relativo autocommento. Nel 2021 Alessandro Ferri ha discusso presso l’Università per Stranieri di Perugia una tesi di dottorato dal titolo L’Anima Peregrina di Tommaso Sardi OP. Edizione critica e commento, con la supervisione del prof. Daniele Piccini. La tesi comprende l’edizione critica del poema sulla base dei testimoni esistenti e un commento che riporta ampi stralci delle glosse originali di Sardi.